# Исландская хоккейная лига 2007/2008
В 2007—2008 годах прошел 17-й сезон Исландской хоккейной лиги.

## Регулярный сезон
|    | Клуб      | И  | В  | ВО | ПО | П  | Голы    | Очки |
| -- | --------- | -- | -- | -- | -- | -- | ------- | ---- |
| 1. | Рейкьявик | 18 | 16 | 0  | 0  | 2  | 167:053 | 48   |
| 2. | Акюрейри  | 18 | 11 | 0  | 0  | 7  | 132:061 | 33   |
| 3. | Бьёрнин   | 18 | 9  | 0  | 0  | 9  | 133:094 | 27   |
| 4. | Нарфи     | 18 | 0  | 0  | 0  | 18 | 026:250 | 0    |

И = Игры, В = Выигрыш, Н = Ничья, П = Поражение, ВО = Выигрыш в овертайме, ПО = Поражение в овертайме

## Финал
Матчи прошли 26, 27, 29 и 30 марта 2008:
- Акюрейри - Рейкьявик 3:1 (5:0 тп[1], 4:0, 1:6, 9:5)

## Статистика и рекорды
- Было сыграно 40 матчей, в которых забито 488 голов (12,22 за игру).
- Крупнейшая победа и самый результативный матч: (26.09.2007) «Рейкьявик» - «Нарфи» 27-2
- Самый нерезультативный матч: (27.03.2008) «Акюрейри» - «Рейкьявик» 4-0
- «Нарфи» пропустил в 4 матчах 20 и более мячей: 27-2, 21-2, 0-20, 0-22. Во всех матчах клуб пропустил 250 голов (13,89 за матч).